# اورلاندو گوتیرز (بازیکن فوتبال اسپانیایی)
اورلاندو گوتیرز (انگلیسی: Orlando Gutiérrez؛ زادهٔ ۱۸ مارس ۱۹۷۶) بازیکن فوتبال اهل اسپانیا است.
از باشگاه‌هایی که در آن بازی کرده‌است می‌توان به باشگاه فوتبال هرکولس، باشگاه فوتبال رئال وایادولید، و باشگاه فوتبال ایبار اشاره کرد.